# یواس‌اس کنی (ای‌او-۹۵)
یواس‌اس کنی (ای‌او-۹۵) (به انگلیسی: USS Caney (AO-95)) یک کشتی بود که طول آن ۵۲۳ فوت ۶ اینچ (۱۵۹٫۵۶ متر) بود. این کشتی در سال ۱۹۴۴ ساخته شد.